# اولفینی‌شدن کافمن
اولفینی‌شدن یا اولفیناسیون کافمن(به انگلیسی: Kauffmann olefination) یک واکنش شیمیایی برای تبدیل آلدهیدها و کتون‌ها به الفین‌ها با گروه متیلن ترمینال است. این واکنش توسط شیمیدان آلمانی توماس کافمن کشف شد و به واکنش‌های شناخته شده اولفینی‌شدن تبه  یا واکنش ویتیگ مربوط می‌شود.

## تشکیل واکنشگر
واکنشگر این واکنش به صورت درجا با تبدیل هالوژنیدهای مختلف مولیبدن یا تنگستن با متیل‌لیتیوم در دماهای پایین (۷۸- درجه سانتی گراد) تولید می‌شود. 
در طول فرآیند گرم کردن، تشکیل واکنشگر فعال رخ می‌دهد. آزمایش‌های NMR نشان داده‌اند که واکنشگر فعال، یک کاربن Schrock نیست (به عنوان مثال واکنشگر تبه).

## سازوکار
آزمایش‌های بررسی سازوکار نشان می‌دهد که فرآیند اولفینی‌شدن کافمن، دنباله‌ای از مراحل حلقه‌افزایی و حذف‌حلقه است.

## کاربردها
برای مدت طولانی این واکنش در شیمی آلی سنتزی کاربرد نداشت. در سال ۲۰۰۲ در سنتز جامع ترپن گلینول به عنوان یک واکنشگر ملایم و غیر بازی استفاده شد. یک پروتکل سنتز یکجا با مرحله جانشینی الفین به وسیله کاتالیزور گرابس نیز وجود دارد. قابل توجه است که کاتالیزور آلی‌فلزی محصولات معدنی واکنش را تحمل می‌کند.